# Manny Jacinto
Manuel Luis Jacinto (Manila, 19 de agosto de 1987) é um ator canadiano nascido nas Filipinas. Após vários pequenos papéis na televisão, ficou conhecido por desempenhar o papel de Jason Mendoza na sitcom The Good Place (2016–2020) e Qimir na série The Acolyte (2024–presente), da Disney+. Também interpretou Waring "Wade" Espiritu no filme de suspense neo-noir Sete Estranhos no El Royale (2018) e Fritz no drama de ação Top Gun: Maverick (2022).

## Início de Vida
Jacinto nasceu em Manila, capital das Filipinas, sendo descendente de filipino-chineses. A sua família emigrou para o Canadá em 1990, quando Manny tinha cerca de 3 anos, tendo sido criado em Richmond, Colúmbia Britânica. Na infância, Jacinto jogou basebol e basquetebol, e frequentou uma escola católica masculina - Vancouver College.
Jacinto completou um bacharelato em engenharia civil na Universidade da Colúmbia Britânica.

## Carreira
Enquanto estagiário, Jacinto participava em competições de dança hip-hop, antes de decidir seguir uma carreira como ator. Frustrado pela ausência de de outros atores asiáticos em Vancouver, mudou-se para Los Angeles.
Desempenhou pequenos papéis em séries como Era Uma Vez, Sobrenatural e iZombie. Em 2015, interpretou o papel de Wing Lei, líder da Tríade no drama de espionagem canadiano The Romeo Section, de Chris Haddock, que lhe valeu uma nomeação para o Prémio Leo de Melhor Ator Secundário em Série Dramática.
Em 2016, Jacinto foi selecionado para interpretar Jianyu Li / Jason Mendoza na sitcom The Good Place. Recebeu críticas positivas pelo seu papel, um "idiota adorável" de Jacksonville, Flórida, obcecado por EDM, contrariando os estereótipos de homens asiáticos em Hollywood.
Em setembro de 2018, Jacinto foi escolhido para integrar o elenco de Top Gun: Maverick, sequela de Top Gun, protagonizado por Tom Cruise. Em uma entrevista com a GQ, Manny Jacinto revelou que "não ficou chocado" ao saber que todas as falas de seu personagem, tenente Billy “Fritz” Avalone, em "Top Gun: Maverick" foram cortadas da versão final do filme. O ator refletiu sobre sua experiência no set da sequência estrelada por Tom Cruise.
"Foi um momento ótimo - pude ver como funciona essa máquina gigantesca do blockbuster, e como Tom Cruise trabalha, e me tornei uma parte pequena dessa grande franquia", comentou Jacinto. "E os cortes também me deram combustível. No fim do dia, Tom Cruise está escrevendo histórias para Tom Cruise, e depende de nós - asiáticos, pessoas de cor num geral - fazer o mesmo por nós mesmos. Não podemos esperar que os outros façam. Se queremos ser parte de grandes histórias por aí, precisamos produzi-las".
Jacinto também admitiu que, mesmo durante as filmagens de "Maverick", era possível perceber que o seu personagem estava perdendo espaço na narrativa: "Dava para sentir no set que a câmera estava focando mais nos outros caras, e não estava passando tanto tempo nas nossas cenas".
Em novembro de 2019, foi anunciado que Jacinto desepenharia um dos papéis principais na minissérie de terror Brand New Cherry Flavor, da Netflix, que estreou a 13 de agosto de 2021.
Em novembro de 2021, foi anunciado que Jacinto daria voz ao personagem Scott numa série de animação de comédia e aventura intitulada Hailey's On It!, com estreia prevista para 8 de junho de 2023.
Em 2022, Jacinto deu voz a Lucan nos 8 episódios do podcast de fição científica Marigold Breach, trabalhando novamente com Jameela Jamil, atriz de The Good Place.
No mesmo ano, Manny Jacinto foi adicionado ao elenco de "The Acolyte", nova série da franquia de Star Wars. A série teve sua estreia em 4 de junho de 2024, no qual Manny interpretou o personagem "Qimir". 

## Vida Pessoal
Em novembro de 2019, Jacinto anunciou estar noivo da atriz canadiana Dianne Doan. Manny vive em Los Angeles.

## Filmografia
| † | Obras ainda não lançadas |

### Filmes
| Ano  | Título                            | Papel                          | Notas              |
| ---- | --------------------------------- | ------------------------------ | ------------------ |
| 2012 | Broken Sword: Shadow of the Blade | Kenji                          | Curta-metragem     |
| 2013 | Tele                              | Tommy                          | Curta-metragem     |
| 2013 | John Apple Jack                   | Rapaz de Rua                   |                    |
| 2013 | #Fix                              | Adam                           | Curta-metragem     |
| 2015 | Dead Rising: Watchtower           | Soldado de Mesa                |                    |
| 2015 | Even Lambs Have Teeth             | Vince                          |                    |
| 2015 | Brittney Grabill: Goodnight       | Dan                            | Curta-metragem     |
| 2016 | Peelers                           | Travis                         |                    |
| 2017 | Chocolate Cake                    | Tim                            | Curta-metragem     |
| 2018 | Sete Estranhos no El Royale       | Waring 'Wade' Espiritu         | [ 31 ]             |
| 2022 | Belle                             | Shinobu "Shinobu-kun" Hisatake | Dobragem em Inglês |
| 2022 | Quero-te De Volta                 | Logan                          |                    |
| 2022 | Top Gun: Maverick                 | Tenente Billy "Fritz" Avalone  |                    |
| 2022 | Mortal Kombat Legends: Snow Blind | Kenshi (voz)                   | [ 33 ]             |
| 2023 | Cora Bora                         | Tom                            |                    |
| TBA  | The Knife †                       | Agente Padilla                 | Em pós-produção    |
| TBA  | Balestra †                        | Elliot                         | Em pós-produção    |

### Televisão
| Ano       | Título                                   | Papel                                   | Notas                               |
| --------- | ---------------------------------------- | --------------------------------------- | ----------------------------------- |
| 2013      | Era Uma Vez                              | Quon                                    | Episódio "Selfless, Brave and True" |
| 2013      | Sobrenatural                             | Diego                                   | Episódio "Pac-Man Fever"            |
| 2013      | Untold Stories of the ER                 | Segurança                               | Episódio "Down for the Count"       |
| 2014      | The 100                                  | Rapaz nº1 / Rapaz intimidado por Murphy | 2 episódios                         |
| 2014      | Rogue                                    | Paquete                                 | Episódio "Oh Sarah"                 |
| 2014      | Lighthouse                               | Homem Sexy a Dançar                     | Filme para Televisão                |
| 2014      | Rush                                     | Assistente Pessoal                      | Episódio "Because I Got High"       |
| 2014      | The Unauthorized Saved by The Bell Story | Eric                                    | Filme para Televisão                |
| 2014      | Paper Angels                             | Jamie Lang                              | Filme para Televisão                |
| 2014      | Only Human                               | Kevin                                   | Filme para Televisão                |
| 2015      | Bates Motel                              | Homem Solitário                         | Episódio "Unbreak-Able"             |
| 2015      | iZombie                                  | Sammy                                   | Episódio "Liv and Let Clive"        |
| 2015      | Backstrom                                | Punk Tatuado                            | Episódio "Corkscrewed"              |
| 2015      | Wayward Pines                            | Assistente de Laboratório               | Episódio "Choices"                  |
| 2015      | The Romeo Section                        | Wing Lei                                | 10 episódios                        |
| 2016      | Roadies                                  | Corredor                                | Episódio "Life Is a Carnival"       |
| 2016–2020 | The Good Place                           | Jianyu Li / Jason Mendoza               | Elenco Principal                    |
| 2017      | The Good Doctor                          | Bobby Ato                               | Episódio "Sacrifice"                |
| 2020      | Magical Girl Friendship Squad            | Tipo do Café                            | 2 episódios                         |
| 2021      | Trese                                    | Maliksi                                 | Dobragem em Inglês                  |
| 2021      | Brande New Cherry Flavor                 | Code                                    | Elenco Principal; 8 episódios       |
| 2021      | Nine Perfect Strangers                   | Yao                                     | Elenco Principal                    |
| 2023      | Hailey's On It! †                        | Scott                                   | Elenco de Voz Principal             |
| 2024      | The Acolyte †                            | Ainda não anunciado                     | Em filmagens                        |

## Prémios e Nomeações
| Ano  | Associação         | Categoria                                 | Trabalhar         | Resultado |
| ---- | ------------------ | ----------------------------------------- | ----------------- | --------- |
| 2016 | Prémios Leo        | Melhor Ator Secundário em Série Dramática | The Romeo Section | Nomeado   |
| 2018 | Prémios Gold Derby | Elenco do Ano                             | The Good Place    | Nomeado   |